# Arti (Rusland)
Arti (Russisch: Арти) is een nederzetting met stedelijk karakter in de Russische oblast Sverdlovsk en het bestuurlijk centrum van het district Artinski. Het ligt aan de rivier de Artja iets ten zuiden van waar deze in de Oefa stroomt, op 203 kilometer ten zuidwesten van Jekaterinenburg en 62 kilometer ten zuidoosten van Krasno-oefimsk. Arti ligt aan de zuidelijke weg van Jekaterinenburg naar Perm. Arti vormt een stedelijk district binnen de oblast.

## Geschiedenis en economie
Arti werd gesticht in 1783 toen een handelaar genaamd Loegin er een metallurgische fabriek bouwde. In Arti werd in 1870 het eerste geofysische station van de Oeral gebouwd. Tijdens de 19e eeuw was het grootste deel van de bevolking werkzaam in de metallurgische fabriek, die in 1917 als een van de eerste werd genationaliseerd door de bolsjewieken. In 1918 braken opstanden uit tegen de bolsjewieken waarbij veel mensen werden gedood. Nadat de Russische Burgeroorlog was beëindigd was Arti de enige plaats in Rusland waar nog zeisen werden geproduceerd. Vanaf de Tweede Wereldoorlog werden in de fabriek naaimachines en naalden gemaakt. Na het uiteenvallen van de Sovjet-Unie is de plaats bezig om de economie meer op de dienstensector te richten. Het werkloosheidcijfer is er met 3,02% relatief laag.

## Demografie
De bevolking bedroeg bij de volkstelling van 2002 13.790 inwoners, ongeveer net zo veel als in 1968 toen er 13.800 mensen woonden. De sekseverhouding is wat scheef verdeeld met 46,7% mannen (6439) en 53,3% vrouwen (7351).